# McBurnie

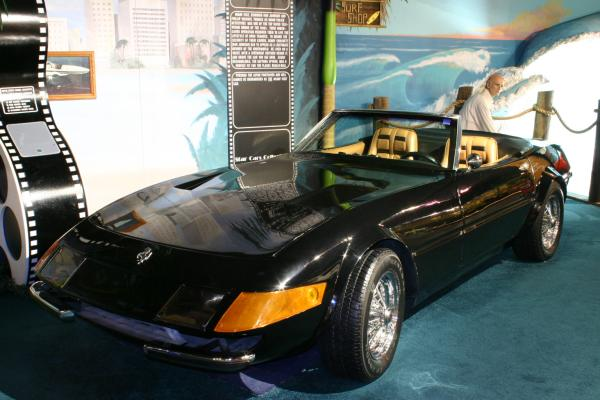
Ferrarikopian som användes i Miami Vice.

McBurnie är en amerikansk karosserifirma mest känd för sina replikor av Ferrari Daytona Spyder. Daytona-replikorna är baserade på Corvette och blev oerhört populära tack vare tv-serien Miami Vice, i vilken huvudrollsinnehavaren Sonny Crocket har en svart Daytona Spyder som tjänstebil. Ferrari reagerade och lyckades få McBurnie och andra replikatillverkare att lägga ned tillverkningen av Ferrari-replikorna.